# 이타키촌 (히로시마현 가모군)
이타키촌(板城村)은 히로시마현 가모군에 설치되었던 촌이다. 현재의 히가시히로시마시에 해당한다.

## 역사
- 1889년 4월 1일 - 정촌제 시행에 의해 가모군 이타키촌이 성립하였다.
- 1955년 3월 31일 - 이타키촌이 분립에 의해 후쿠모토・오사와・마키야・ 모리지카는 사이조정에 편입, 구니지카, 오타다는 구로세정에 각각 편입해 폐지되었다.

## 참고문헌
- 『角川日本地名大辞典 34 広島県』。
- 『市町村名変遷辞典』東京堂出版、1990年